# صوفي سميث
صوفي سميث (بالإنجليزية: Sophie Smith)‏ هي لاعبة كرة الماء أسترالية، ولدت في 26 فبراير 1986 في بريزبان في أستراليا.

## وصلات خارجية
- صوفي سميث على موقع الاتحاد الدولي لألعاب القوى (الإنجليزية)
- صوفي سميث على موقع اللجنة الأولمبية الدولية (الإنجليزية)
- صوفي سميث على موقع أوليمبيديا (الإنجليزية)
- صوفي سميث على موقع اللجنة الأولمبية الأسترالية (الإنجليزية)